# نشيد إيران الوطني
تم إقرار النشيد الوطني للجمهورية الإيرانية بصيغـته الحالية في العام 1990.
| بالفارسية                           | بالعربية                                        |
| ----------------------------------- | ----------------------------------------------- |
| سرزد از افق                         | بزغت من الأفـق                                  |
| مهر خاوران                          | شمس الشرق،                                      |
| فروغ دیده‌ٔ حق‌باوران                  | تلك التي تستنير بها أبصار المؤمنين بالحق،       |
| بهمن، فر ايمان ماست                 | بهمن هو رمز إيماننا،                            |
| پيامت ای امام                       | وندائك أيها الإمام                              |
| استقلال، آزادی                      | للاستقلال والحرية،                              |
| نقش جان ماست                        | منقوشٌ في أرواحنا،                               |
| شهيدان، پيچيده در گوش زمان فريادتان | أيها الشهداء، لا زالت صيحاتكم تملأ مسامع الزمن، |
| پاينده مانی وجاودان                 | فلتبقي خالدةً وأبية                              |
| جمهوری إسلامی إيران                 | أيتها الجمهورية الإسلامية الإيرانية             |

## وصلات خارجية
الإستماع لنشيد إيران الوطني على يوتيوب